# Rex Schindler
Rex Schindler (Parafuso, 8 de maio de 1922 - Salvador, 20 de setembro de 2021) foi roteirista, argumentista, produtor de cinema e diretor cinematográfico brasileiro.

## Biografia
Rex Schindler, nasceu em Parafuso, na Bahia, em 8 de maio de 1922, e é filho do alemão Sigisfred Sigismund Schindler e da baiana Erudina Alves dos Santos.
Em 1936, formou-se em medicina. Participou da fundação do Teatro dos Estudantes da Bahia, através da turma da medicina. Teve a atuação como roteirista, argumentista, produtor e diretor na área cinematográfica. Na década de 60, participou do Movimento do Cinema Novo junto a Glauber Rocha, Roberto Pires, Braga Neto e Oscar Santana.

## Morte
Rex morreu no dia 20 de setembro aos 99 anos, a causa da morte foi em decorrencia de falencia multipla dos órgãos.

## Livros
- Há muito não tenho relação com o leitão (romance)
- Lidador, 1975 (cassado durante a ditadura militar
- O sol da liberdade (romance)
- Os últimos heróis (romance)
- O massacre dos Malês

## Documentários
- Festival de arraias
- Cidade do Salvador
- Centro Industrial de Aratu
- Lavoura do fumo capeiro
- Ouro verde

### Longa-metragem
- A grande feira, 1961
- Tocaia no asfalto, 1963

## Prêmios
- "O Saci", do Estado de São Paulo, na categoria de Melhor Filme - "Tocaia no asfalto".

- "Conde de Foxá, prêmio espanhol, ganhou com o documentário "Festival de Arraias".